# دينيس ستورهوي
دينيس ستورهوي (بالنرويجية: Jahn Dennis Storhøi)‏ هو ممثل نرويجي، ولد في 15 يوليو 1960 بفريدريكستاد في النرويج.

## أعمال

### أفلام
- (1999) المحارب الثالث عشر[4]
- (2012) حياتان[5]

## وصلات خارجية
- دينيس ستورهوي على موقع IMDb (الإنجليزية)
- دينيس ستورهوي على موقع ألو سيني (الفرنسية)
- دينيس ستورهوي على موقع ميوزك برينز (الإنجليزية)
- دينيس ستورهوي على موقع أول موفي (الإنجليزية)
- دينيس ستورهوي على موقع قاعدة بيانات الأفلام السويدية (السويدية)
- دينيس ستورهوي على موقع قاعدة بيانات الفيلم (الإنجليزية)
- دينيس ستورهوي على موقع كينوبويسك (الروسية)